# Коель великий
Коель великий (Eudynamys scolopaceus) — вид зозулеподібних птахів родини зозулевих (Cuculidae). Він зустрічається на Індійському субконтиненті, у Китаї та Південно-Східній Азії. Він утворює надвид із близькоспорідненими чорнодзьобими коелями та східними коелями, які іноді розглядаються як підвиди. Азійський коель, як і багато інших родичів зозулі, є паразитом виводку, який відкладає яйця в гнізда ворон та інших господарів, які вирощують дитинчат. Вони відрізняються від інших зозуль тим, що в дорослому віці в основному є плодоядними.  Назва "коель" має схоже походження з кількома мовними варіантами. Образ птаха є широко використовуваним символом в індійській та непальській поезії.  

## Опис

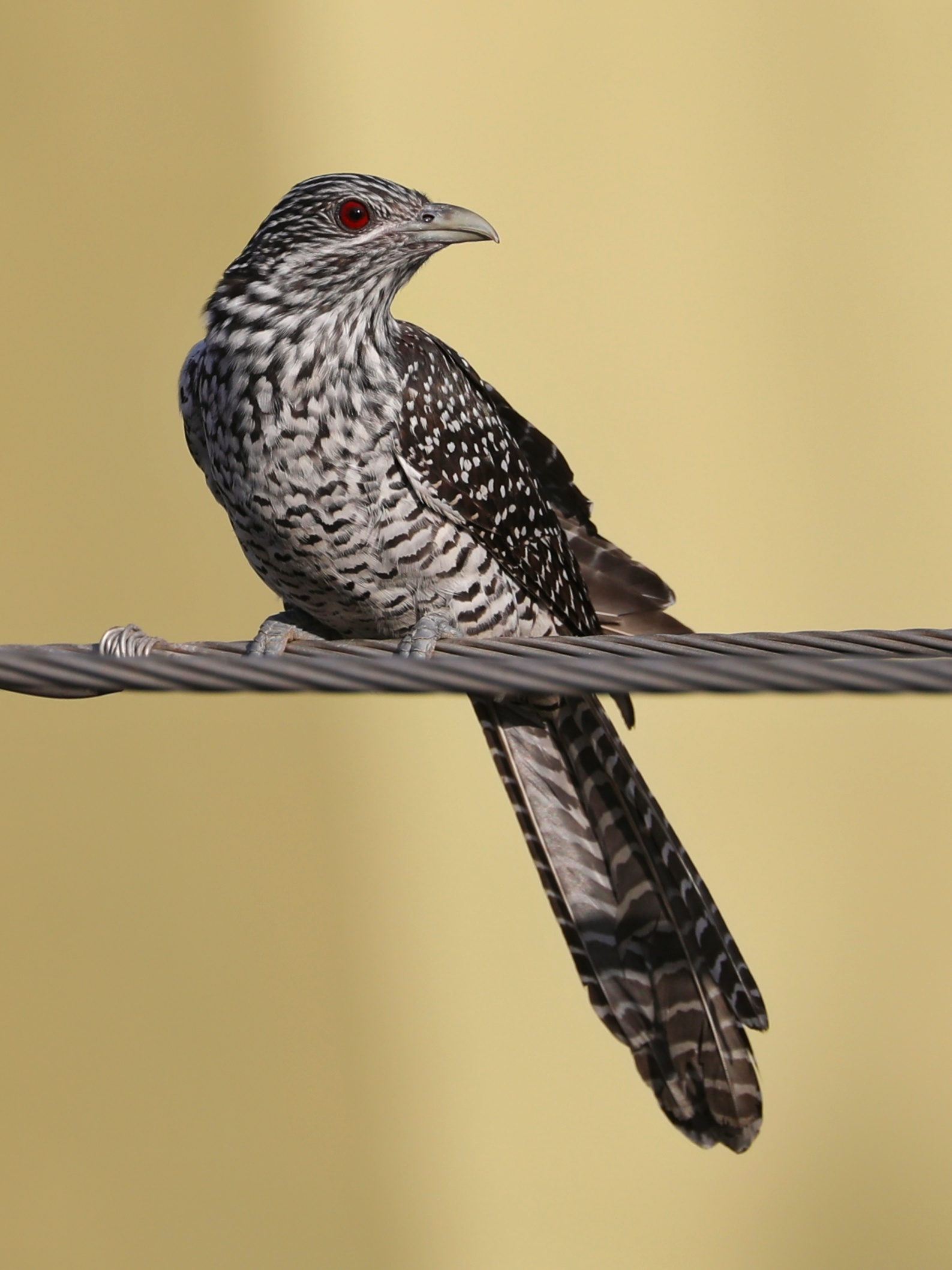
Самка коеля азійського

Великий коель — це велика довгохвоста зозуля довжиною 39-46 см і вагою 190-327 г.   Самець глянцевий блакитно-чорний, з блідо-зеленувато-сірим дзьобом, райдужна оболонка ока малинова, ноги та стопи сірі. Самка бурувата на тім’ї та з рудими смугами на голові. Спина та крила темно-коричневі з білими та жовтими плямами. Низ білуватий, але сильно смугастий. Інші підвиди відрізняються забарвленням і розміром.  Верхня частина оперення у молодих птахів більше схожа на оперення самця, а дзьоб у них чорний.  Вони дуже голосні під час сезону розмноження (з березня по серпень на Індійському субконтиненті), з різними криками. Знайома пісня самця – повторюване ку-у-у. Самка видає пронизливий кік-кік-кік... крик. Співи різняться залежно від групи популяції. 